# 科林·格罗夫斯
科林·格罗夫斯（英語：Colin Peter Groves，1942年6月24日—2017年11月30日）是一位澳大利亚动物学家和人类学家，堪培拉澳洲國立大學体质人类学教授。与英国学者彼得·格拉布合著有《有蹄类动物分类学》 (Ungulate Taxonomy) 。